# Citron galet
Espèce
Le citron galet (parfois citron gallet) est une lime acide (Citrus aurantiifolia) aussi nommée lime galet. Il est réputé être originaire de l'océan Indien, il est largement cultivé à La Réunion et utilisé dans la cuisine locale.

## Dénomination
Citron est employé au sens d'agrume acide (comme dans citron combava, citron yuzu, etc.) bien que ces fruits ne sont pas des citrons (Citrus limon). Galet ne prend généralement qu'un l, mais gallet se rencontre: R. Cottin (INRA-CIRAD 1997) écrit Citron Gallet (Citrus aurantifolia (Christm.) Swing), anglais West Indian, Citrus ID écrit Citron Gallet.
Les populations de limettier (souvent reproduits par semis) sont nombreuses. Désiré Bois distingue «La Limonette (Citron Galet) de l'île de La Réunion l'une des plus connues [ ] et la variété de Limettier acide dénommée West Indian la plus cultivée en Amérique : Antilles, Floride, Mexique». Henri Chapot donne comme synonyme Matsisofohi.

### Pourquoi galet?

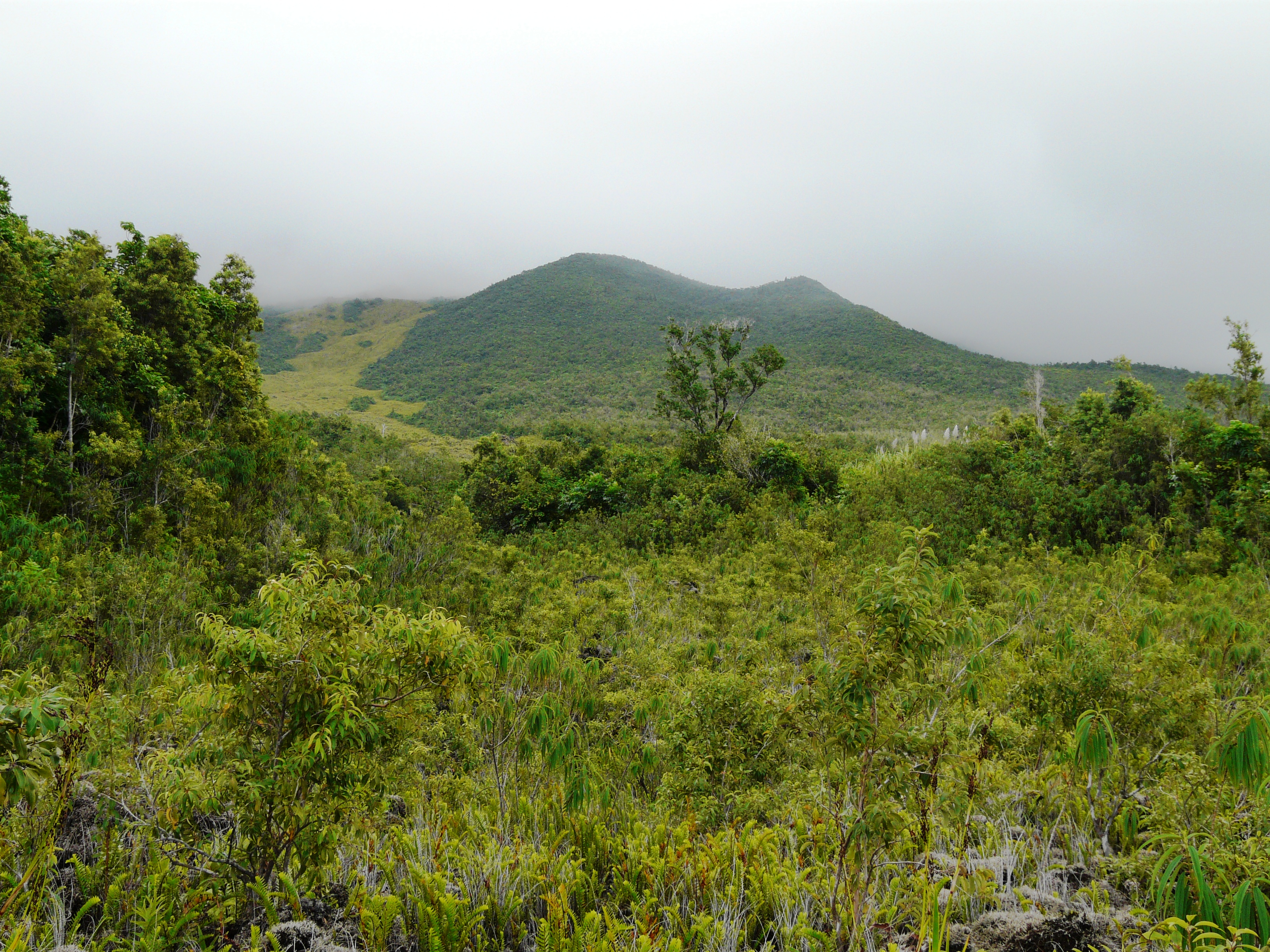
Piton Citron Galet (La Réunion)

Paul Eudel (1863) écrit à propos de aromates utilisés par les créoles de l'arrondissement Sous le Vent: «Petit citron extrêmement juteux qui a la forme d'un galet». On cite aussi  «citron galet, citron dur comme un galet = une pierre».
Le lien entre les galets et citron galet vient probablement de la naturalisation ancienne de la plante dans la Ravine galet, sur la Pente Citrons-Galets, au sud du Piton de la Fournaise. Bory de Saint-Vincent (1804) mentionne à l'Ile Bourbon cette Ravine des Citrons-Galets qui avait été atteinte par l'éruption du volcan de 1800 sous le nom de coulée des Citrons-Galets. Et Pierre Philippe Urbain Thomas (1828) écrit «dans les ravines [de l'Ile Bourbon] croissent sans culture plusieurs espèces de citronniers, entre autres le citron-gallet, petit fruit vert, de forme sphérique, d'une écorce très-mince et dont le jus fournit une limonade aussi saine qu'agréable». Le nom est ancien, Pierre Poivre (principal introducteur d'agrumes aux Mascareignes depuis la Malaisie et l'Indonésie) écrit dans une lettre de 1777 qu'il souhaite recevoir des citrons galet.

### Taxonomie
La taxonomie des limes et citrons a longtemps été incertaine, diversement qualifié de C. medica, C. limonellus, Citronnier des halliers, Citrus  sylvestris Juss. dans la Flore de l'île de la Réunion (1895). Il s'agit d'un cultivar de Citrus aurantiifolia ou lime acide à petit fruit.
Ne pas confondre ces limes acides avec les limes triploïdes (Citrus latifolia) qui sont sans pépins, 5 fois plus grosses et dont le gout est moins puissant. Les limes acides petit fruit sont diploïdes (elles ont des graines).

## Histoire

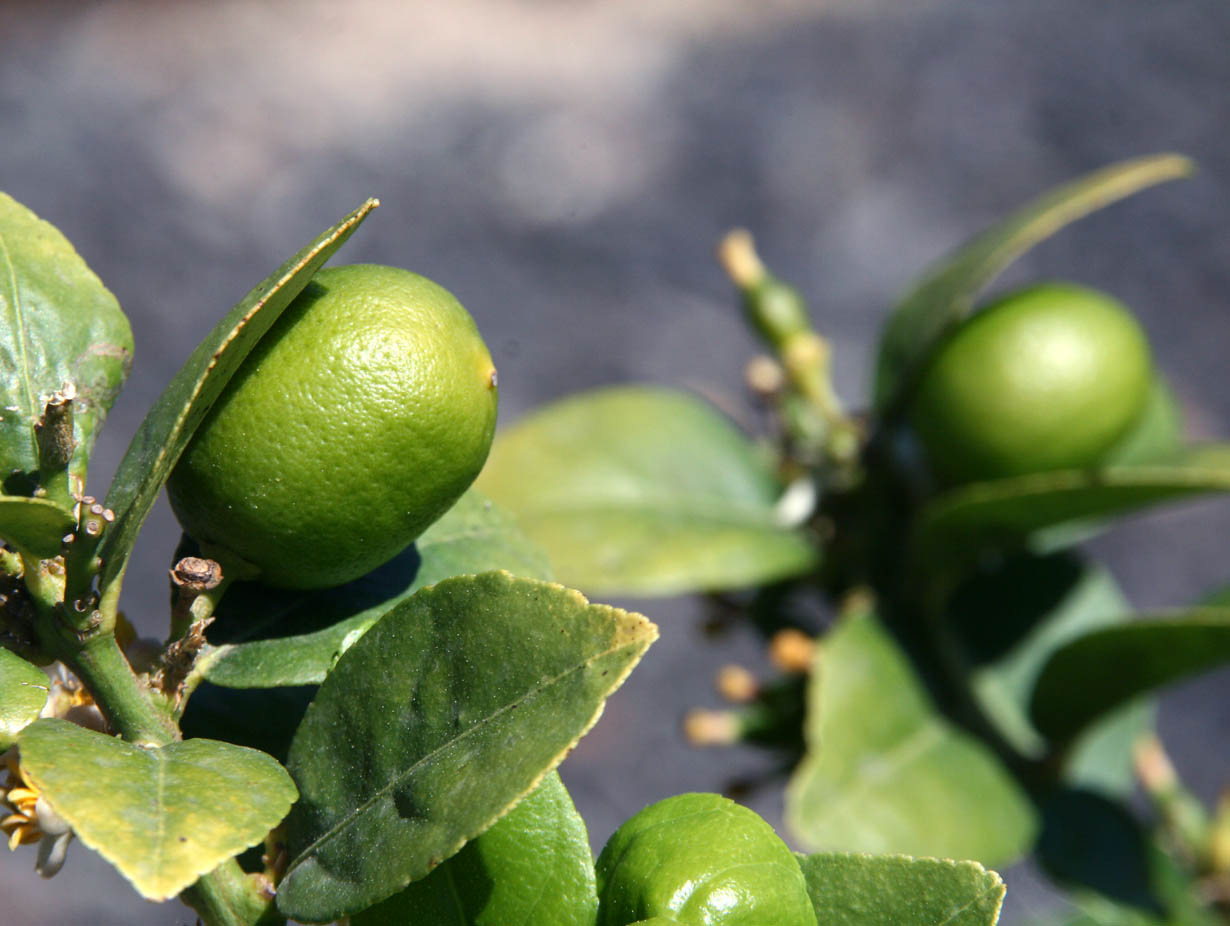
Citron galet

Les Arabes puis les Portugais auraient répandu les limes acides petit fruit en Afrique où ils deviennent subspontanés, en 1750 Andanson le mentionne au Sénégal.
La présence du citron galet dans le sud de l'Océan indien est attestée au XVIIIe siècle (avant son arrivée sur le continent américain). Bernardin de Saint-Pierre 1773 décrit à l'Ile de France (Maurice) des «lauriers thyms, des lauriers roses et le citronnier galet dont on fait des haies; son fruit est rond, petit et très-acide». J.-L. de Lanessan le rencontre (1886) à l'état sauvage dans la forêt de Lokobé (Kalempe, Nord de Madagascar). Il semble présent de longue date à Madagascar, de Mahy (1893) se demande en voyant la régularité des vergers de citron-galet malgaches s'ils n'y ont pas été introduits depuis longtemps pas les arabes avec le café qu'on trouve en abondance.
On cite également le citron galet en Amérique du Sud et aux Antilles. En 1829, la Revue horticole mentionne à l'exposition coloniale «le délicieux petit Citron Gallet de la Martinique». En 1912, il est commun aux Antilles françaises il est mentionné en Argentine en 1928, à Sao Paulo en 1939. Mais on ne sait s'il s'agit du même cultivar. Nombreuses limettes acides sont parvenues en Amérique depuis l'Afrique continentale. Un antillais l'aurait introduit à Tahiti, en 1884 il y est abondant, on en extrayait industriellement le jus et l'huile essentielle. Pour ce qui concerne l'origine des limes acides américaines à petits fruits les Antilles sont souvent mentionnées, et non le sud de l'Océan indien directement ou non. La présence des petites limes acides en Afrique jusqu'au Transvaal est décrite en détail par Auguste Chevalier, mais rien n'indique que le citron galet soit arrivé dans l'Océan indien depuis l'Afrique.

## Description

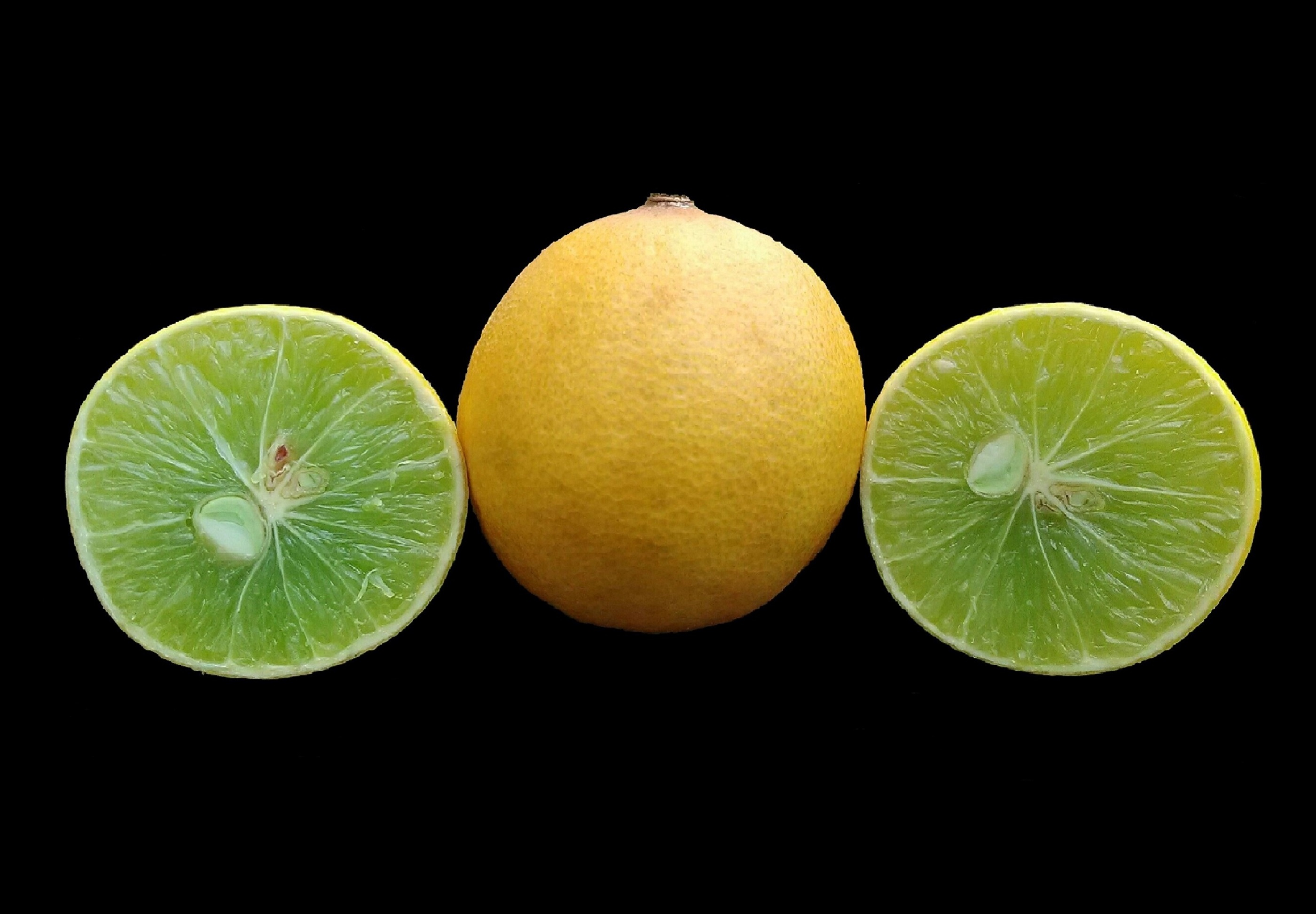
Peau très fine, jaune à maturité, pulpe verdâtre juteuse et lumineuse

L'arbre est buissonnant et mesure d'environ 3 m de hauteur. Il est sensible à l'anthracnose, au phytophtora, et au CTV. La rusticité est USDA 10a c'est-à-dire qu'il ne supporte pas de gel, pour autant il n'est pas adapté à la culture d'intérieur sauf éclairage artificiel car il demande beaucoup de lumière (6 à 8 h. de soleil par jour). La plante est adaptée aux sols pauvres drainants.
La floraison est remontante. Le fruit est variable (limoniforme ou sphérique) mais petit 2,5 à 5 cm, il est connu pour cette caractéristique. La pulpe est tendre, jaune verdâtre, claire et juteuse. Le jus très acide.

## Utilisation
T. K. Lim donne une revue des utilisations des limes acides (2012) et Siyu Liu et al. (2022) une comparaison entre lime acide et citron. Ils écrivent «Les composants du jus de citron vert sont similaires au jus de citron, Il y a 0,72 g/L d'acide ascorbique dans le jus de citron frais et 0,35 g/L dans le jus de citron vert frais. L'acide citrique est le plus concentré dans jus de citron (48,0 g/L) contre 45,8 g/L dans le jus de citron vert» et donnent la composition en différentes flavones (La didymine et la naringine sont présentes dans le citron mais absentes dans le citron vert. La néoériocitrine est présente dans le citron vert mais pas dans le citron). Ils concluent en regrettant l'absence de recherche sur les doses préconisées: « limes et citrons fournissent de nombreux composés bioactifs alimentaires : vitamine C, potassium, acide citrique et flavonoïdes. Des études épidémiologiques montrent qu'ils sont très prometteurs pour fournir des bioactifs naturels et des phytochimiques tels que l'hespérédine et l'ériocitrine pour réguler positivement le stress oxydatif, les profils lipidiques ainsi que les cascades inflammatoires pour les personnes atteintes de syndromes métaboliques . De plus, ils sont également susceptibles d'exercer le pouvoir neuroprotecteur».

### Cuisine réunionnaise
Il est traditionnellement utilisé pour son jus en cuisine et dans les boissons. Rhum arrangé au citron-galet, limonade au citron galet (citrons galet, sucre, eau gazeuse), liqueur au citron galet. Il entre dans la composition des rougails. Auguste Billiard (1817-1820) mentionne un crème d'avocat faite de pulpe d'avocat, de sucre et de jus de citron galet.
C'est par assimilation que Claude Lévi Strauss (Tristes tropiques) parle de la pinga (alcool de canne brésilien) servie en batida avec du jus de citron galet (qui au Brésil est la lima comum).

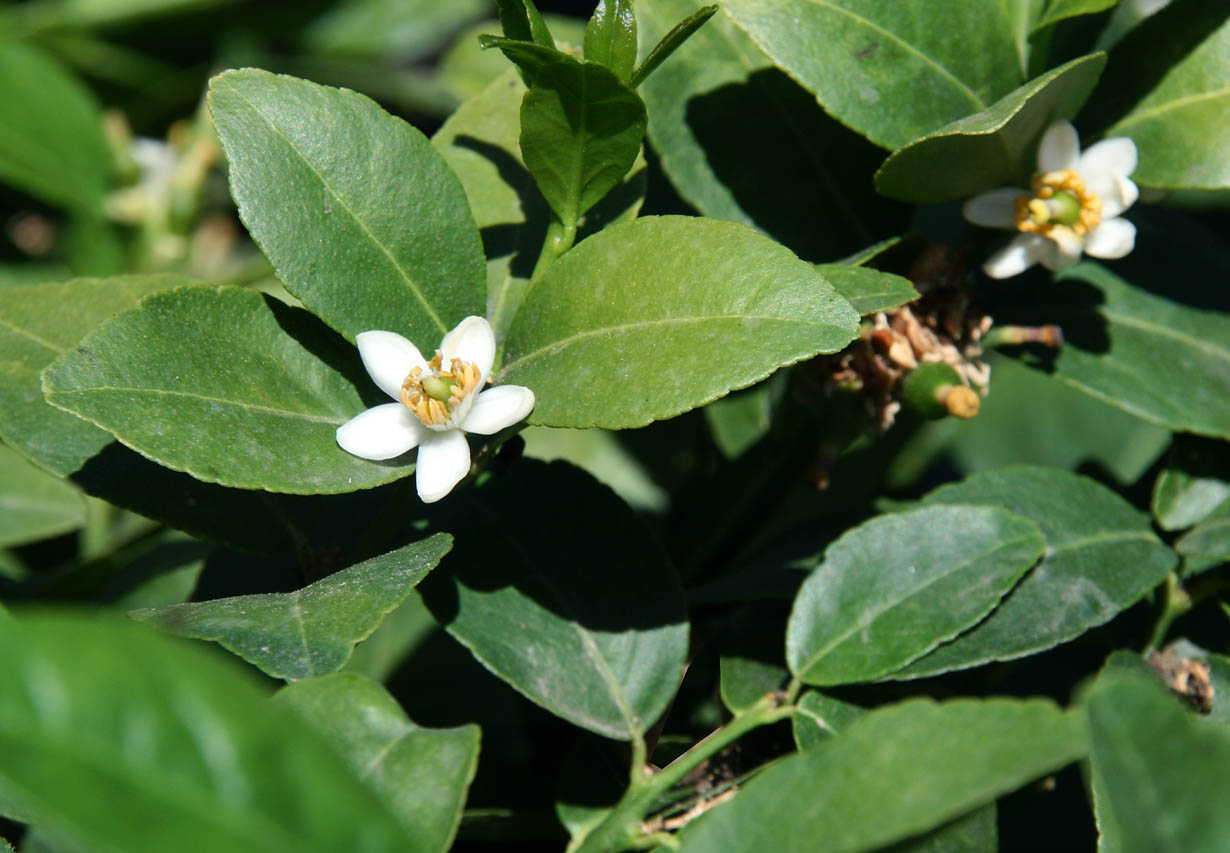
Fleur de citron galet

### Huile essentielle
Pour les méthodes d'extraction et la comparaison avec l'HE de citron, de citron Meyer et de limette se reporter à Siyu Liu et al. (2022).
Masayoshi Sawamura (2011) reste la principale source sur la composition: faible proportion chez les agrumes de limonène 41 %, en revanche niveau élevé de β-pinène 18,5 % (odeur de sapin) et γ-terpinène 7 % (Melaleuca alternifolia est à 20 %), sabinène 4,5 % et α-pinène 2,8 %. Chez les sesquiterpènes β-bisabolène (odeur baslamique) 3,7 %, α-farnésène (pomme verte) 2,3 %, (E)-α-Bergamotène 2,3 % (citronné à qui Sawamura attribue un rôle important), β-caryophyllène 2,1 % (à rapprocher des 5 % du  papeda de Mélanésie (Citrus macroptera) pour la note épicée.
A quoi s'ajoute les stéréoisomères géranial et néral. G. Venkateshwarlu et al.(2000) avaient montré que l'huile essentielle du fruit vert de la lime Kagzi (Citrus aurantifolia Swingle) indienne avait une concentration élevée de néral et de géranial (7,8 %), géraniol (7,3 %) et citronellol (1,2 %), avec la maturité les monoterpènes oxygénés diminuent et les hydrocarbures monoterpéniques augmentent.
Sans confirmation expérimentale l'HE est réputée sédative, anti-inflammatoire, antispasmodique, anticoagulante.